# Ordine della Corona (Prussia)
L'Ordine della Corona (in tedesco: Kronenorden) fu il più basso degli ordini cavallereschi della Prussia. Esso venne istituito nel 1861 come ricompensa per i più giovani aderenti all'Ordine dell'Aquila Rossa, e con la possibilità di essere concesso a militari e civili.

## Storia

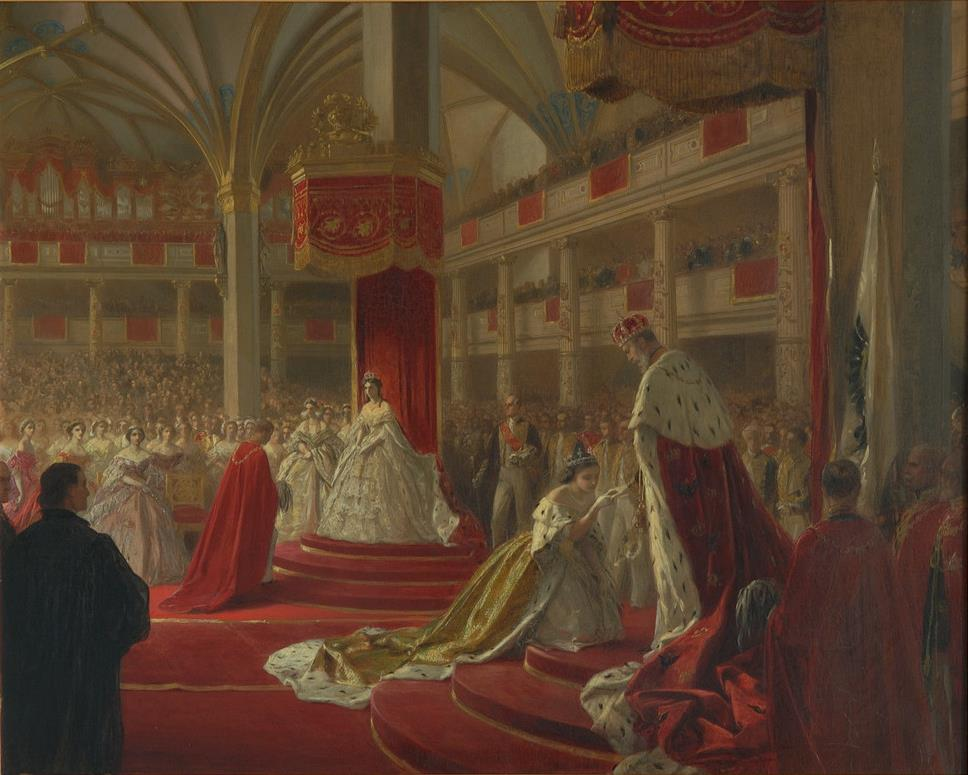
Guglielmo I di Prussia nel giorno dell'incoronazione, occasione nella quale venne fondato l'Ordine della Corona di Prussia

L'11 ottobre 1861 re Guglielmo I di Prussia fondò l'Ordine della Corona di Prussia, equivalente all'antico Ordine dell'Aquila Rossa ma destinato ai giovani ufficiali meritevoli ed alle personalità che non fossero a tal punto meritevoli da ottenere l'antica e prestigiosa decorazione. L'occasione per la fondazione dell'Ordine fu l'incoronazione di Guglielmo I a re di Prussia che si tenne nella cattedrale protestante di Königsberg, antica capitale prussiana, nel 1861.
Il nuovo ordine non riscosse subito un grande successo nella società prussiana dell'epoca in quanto in molti lo ritenevano meno prestigioso e soprattutto meno riconosciuto dell'Ordine dell'Aquila Rossa che poteva vantare una lunga storia alle spalle. A livello di statuto, ad ogni modo, le due onorificenze di fatto si equivalevano e ne è la dimostrazione la concessione della gran croce al capo di stato maggiore austriaco Conrad von Hötzendorf due anni dopo la concessione dell'Aquila Rossa. L'Ordine era quindi maggiormente riservato ai cittadini membri del servizio civili e dell'amministrazione.
Secondo la letteratura faleristica, l'Ordine della Corona di Prussia viene definito come un'onorificenza creata "d'urgenza", ovvero creata per mantenere l'esclusività degli insigniti dell'Ordine dell'Aquila Rossa e il loro prestigio nella società prussiana. Il conferimento dell'Ordine della Corona era dunque una soluzione intermedia anche per quegli ufficiali che si rendevano meritevoli anche in tempo di pace o non direttamente in campo aperto durante i periodi bellici.
L'Ordine venne inizialmente concepito con quattro gradi di merito divisibili in I, II, III e IV classe ma fu lo stesso Guglielmo I a prevedere poi l'aggiunta di una Gran Croce (o collare) come grado speciale, al quale ad ogni modo erano eleggibili solo le personalità più eminenti dello stato.
Anche quando nel 1871 venne creato l'Impero tedesco, l'Ordine della Corona di Prussia continuò ad essere un'onorificenza legata al Regno di Prussia e non divenne mai un'onorificenza nazionale.
Nel 1918 l'ordine venne abolito dal governo della Repubblica di Weimar e anche il kaiser Guglielmo II, in esilio, non concesse più quest'onorificenza.

## Classi
L'ordine aveva sei classi di merito:
- Gran Croce (classe speciale) - portata con la placca sul petto e la fascia dalla spalla destra al fianco sinistro
- I Classe (Gran Croce) - portata con la medaglia sulla fascia dalla spalla destra al fianco sinistro
- II Classe
  - II classe con stella (Grand'Ufficiale) - portata al collo con un nastro oltre alla placca sul petto
  - II classe (Commendatore) - portata al collo con un nastro
- III Classe (Ufficiale) - portata sulla parte sinistra del petto
- IV Classe (Cavaliere) - portata sulla parte sinistra del petto

Per i semplici affiliati e meritevoli era prevista anche una medaglia:
- Medaglia - indossata sulla parte sinistra del petto

| Medaglie | Medaglie               | Medaglie                | Medaglie                                    | Medaglie              | Medaglie                |
| -------- | ---------------------- | ----------------------- | ------------------------------------------- | --------------------- | ----------------------- |
|          |                        |                         |                                             |                       |                         |
| Nastri   |                        |                         |                                             |                       |                         |
| Medaglia | Cavaliere di IV classe | Cavaliere di III classe | Cavaliere di II classe (con o senza stella) | Cavaliere di I classe | Cavaliere di Gran Croce |

## Insigne
La croce dell'ordine, dalla I alla IV classe, consisteva in una croce, simile alla forma della Croce di Ferro smaltata. Il medaglione centrale portava impressa la corona di Prussia circondata da una fascia blu smaltata col motto imperiale Gott Mit Uns (Dio con noi); il retro portava nel medaglione centrale il monogramma reale e nella fascia blu smaltata spiccava la data della fondazione dell'ordine, il 18 ottobre 1861.
La placca di Gran Croce presentava un disegno di base uguale, ma diversamente elaborato a seconda della preziosità della medaglia. Essa consisteva in una stella ad otto punte con raggi al cui centro stava un medaglione dorato con la corona prussiana attorno alla quale, nella fascia blu, si trovava il motto imperiale Gott Mit Uns.
La medaglia venne istituita il 1º dicembre 1888 da Guglielmo II come grado più basso dell'ordine a cui la medaglia era formalmente affiliata. La medaglia consisteva in un disco di bronzo dorato avente per insegna la corona reale di Prussia. Ne vennero create in tutto 5.037 pezzi.
Il nastro era blu ma esso poteva avere varianti significative a seconda della categoria di concessione, non della classe (vedi poi).

### Varianti
Le insegne dell'Ordine ebbero ad ogni modo moltissime varianti di cui le più significative sono qui di seguito riportate:
- Croce in oro
- Croce argento dorato
- Croce in argento dorato con brillanti
- Croce in argento dorato con brillanti e nastro dell'Ordine dell'Aquila Rossa
- Croce con spade
- Croce con spade all'anello
- Croce con spade e spade all'anello
- Croce con spade e nastro dell'Ordine dell'Aquila Rossa
- Croce con spade, foglie di quercia e nastro dell'Ordine dell'Aquila Rossa
- Croce con spade, foglie di quercia, nastro dell'Ordine dell'Aquila Rossa e placchetta del giubileo di 50 anni di servizio
- Croce con spade, foglie di quercia, nastro dell'Ordine dell'Aquila Rossa e placchetta del giubileo di 60 anni di servizio
- Croce per affiliati civili al Venerabile Ordine di San Giovanni del Baliaggio di Brandeburgo
- Croce per affiliati alla Croce Rossa tedesca

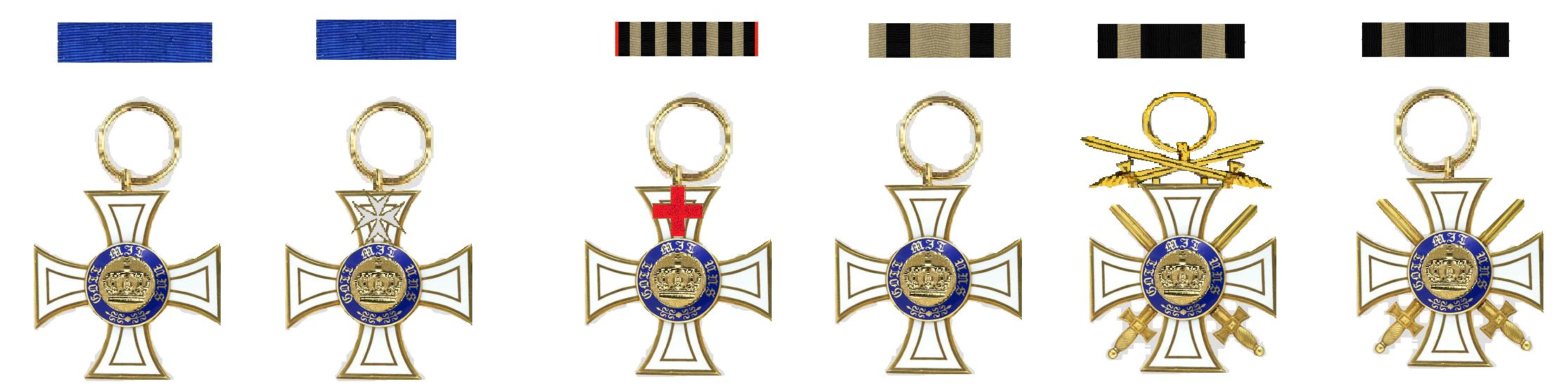
Da sinistra a destra: 1) Croce ordinaria; 2) Croce per affiliato civile al Venerabile Ordine di San Giovanni del Baliaggio di Brandeburgo; 3) Croce per affiliato alla Croce Rossa tedesca; 4) Croce per ufficiali dell'esercito; 5) Croce con spade all'anello; 6) Croce con spade

Tra le varianti più significative, come abbiamo descritto, esistevano le decorazioni con brillanti che venivano realizzate spesso a carico dell'insignito che poteva decorare rispettivamente i raggi della placca dell'Ordine oppure alcuni particolari come la corona centrale con piccoli brillanti o diamanti.
La decorazione in occasione di 50 o 60 anni di servizio venne voluta nel 1863 dallo stesso Guglielmo I per permettere a quanti avessero raggiunto ragguardevoli anni di servizio all'interno dell'esercito prussiano di apporre una speciale decorazione di merito.
LA decorazione a spade venne introdotta nel 1864 per meriti particolare in tempo di guerra. Quando l'insignito di una classe otteneva una promozione sul campo, oltre alla concessione delle spade incrociate retrostanti la croce, venivano apposte altre due spade incrociate all'attacco dell'anello tra la decorazione ed il nastro. Nel 1864 Guglielmo I decise anche di estendere la decorazione a quanti fossero appartenenti al Venerabile Ordine del Baliaggio di San Giovanni di Brandeburgo, apponendo sopra la decorazione una piccola croce maltese smaltata in bianco.